# Gładkie Łaziska

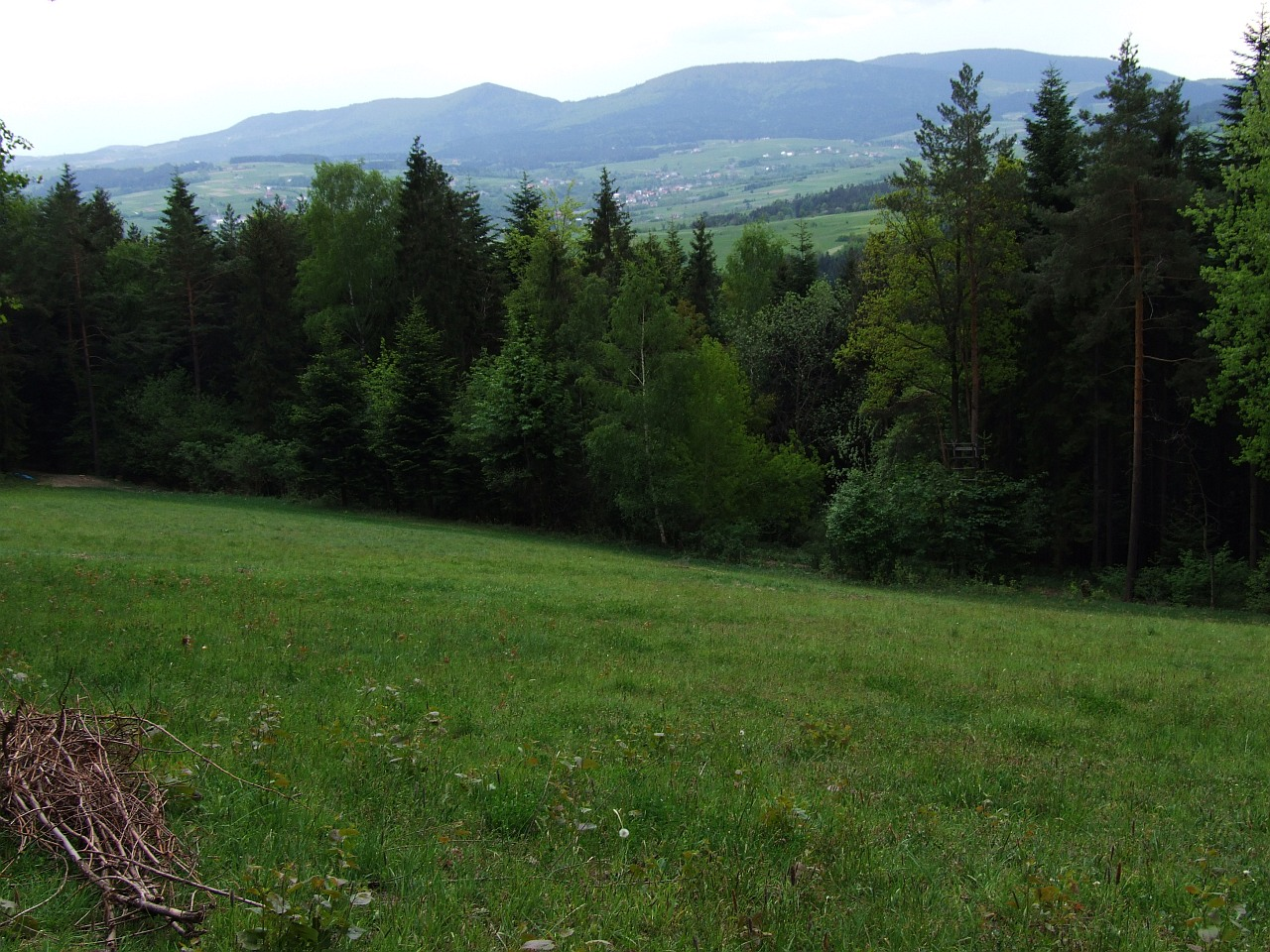
Widok z polany na Ostrą, Cichoń i Modyń

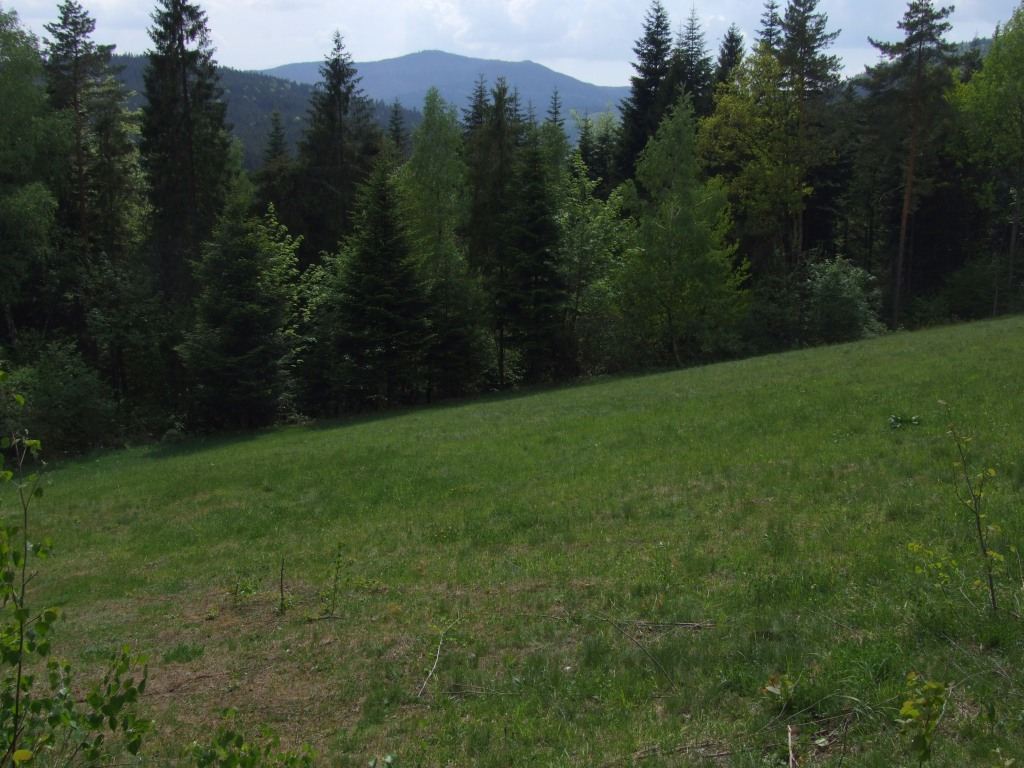
Widok z polany na Świerczek i Mogielicę

Gładkie Łaziska – polana w dolnych partiach Łopienia (961 m n.p.m.) w Beskidzie Wyspowym. Znajduje się na wysokości ok. 600 m n.p.m. we wschodnich podnóżach Łopienia Wschodniego, ponad przysiółkiem Zaświercze należącym do Słopnic. Nie jest opisana w przewodnikach turystycznych i nie znajduje się przy szlaku turystycznym, jest jednak zaznaczana na szczegółowych mapach. Jest otoczona z wszystkich stron lasem i znajduje się na niezbyt stromym stoku. Z polany widok na Ostrą, Cichoń, Modyń, Świerczek i Mogielicę.
Jak wiele innych polan Beskidu Wyspowego powstała w wyniku wyczerpania terenów możliwych do uprawy we wszystkich bardziej do tego celu nadających się miejscach w dolinach rzecznych. Przy wzrastającej liczbie ludności i braku innych źródeł utrzymania zaczęto wyrąbywać lasy w stromych zboczach gór. Pod koniec XIX w. Łopień był znacznie bardziej wylesiony, niż obecnie. W wielu miejscach do tej pory istnieją jeszcze zarośnięte już przez las ślady zagonów, wiele istniejących jeszcze polan w ostatnich latach jest zalesiane, lub samorzutnie zarasta lasem. Niektóre w najniższych partiach są jeszcze wykorzystywane jako łąki lub pastwiska. Polana Gładkie Łaziska była dawniej użytkowana jako pole orne. Prowadzi do niej dość dobra droga gruntowa. Mieszkańcy należącego do Słopnic osiedla Wójtostwo uprawiali na niej zboża i ziemniaki, ich domy odległe były około 1 km od polany. Aby ustrzec plony przed zniszczeniem przez liczne na Łopieniu dziki, wiązano psa, który odstraszał je swoim szczekaniem. Raz dziennie noszono mu jedzenie i picie. Po północnej stronie polany przepływa niewielki strumyk wypływający powyżej ze źródła. Pod koniec lat 90. XX wieku zaprzestano uprawy polany, ale jest ona dalej wykorzystywana jako łąka i pastwisko i jest regularnie koszona.
Da polany można dojść od żółtego szlaku turystycznego prowadzącego z Tymbarku podnóżami Łopienia przez Zaświercze na Mogielicę. Przy przystanku ścieżki dydaktycznej Leśna Apteka należy podejść około 300 m w górę.